# John Ashworth Ratcliffe
John Ashworth Ratcliffe FRS (Bacup, 12 de dezembro de 1902 — Cambridge, 25 de outubro de 1987) foi um físico britânico.